# 深谷紘一
深谷 紘一（ふかや こういち、1943年12月3日 - ）は日本の技術者、実業家。デンソー代表取締役社長や、同社代表取締役会長、NHK経営委員などを務めた。

## 人物・経歴
愛知県立明和高等学校を経て、1966年東京工業大学（のちの東京科学大学）理工学部機械工学科卒業、日本電装（現デンソー）入社。1990年生産技術部長。1994年ニッポンデンソー・マニュファクチャリング・USA取締役副社長。1995年取締役兼ニッポンデンソー・マニュファクチャリング・USA取締役社長。1998年常務取締役。2002年専務取締役。2003年代表取締役社長。
2006年デンソー取締役副会長、ジェイテクト監査役。2009年デンソー代表取締役会長。2013年相談役。2017年顧問。2018年愛知県発明協会会長。NHK経営委員、環境パートナーシップ・CLUB（EPOC）会長、ブラザー工業取締役、学校法人トヨタ学園評議員、トヨタ財団評議員、コンポン研究所取締役なども務めた。
2020年、旭日重光章受章。

## 著書
- 『会社を育て人を育てる品質経営』日本規格協会 2014年